# 球瓶參珠螺
球瓶參珠螺（学名：Notosinister testaceus）为左錐螺科參珠螺屬下的一个种。